# ベルナール・カズヌーヴ
ベルナール・ギー・ジョルジュ・カズヌーヴ（フランス語：Bernard Guy Georges Cazeneuve、1963年6月2日 - ）は、フランスの政治家。社会党所属。フランソワ・オランド大統領在任中に誕生した全ての内閣で閣僚を務めた6人のうちの1人である。オランド政権の末期には第22代首相を務めた。

## 来歴
1963年6月2日にオワーズ県サンリスに誕生する。父のジェラールはフランス領アルジェリアからの帰還者でいわゆるピエ・ノワールであり、オワーズ県における社会党のトップだった。カズヌーヴの政治とのかかわりは、若いころにフランソワ・ミッテランとの会合に出席した時に始まる。ボルドー政治学院で学ぶ間、1983年1月26日創設のジロンド県青年急進左翼運動連合を率いていた。
ボルドー政治学院卒業後に社会党に入党し、バンク・ポピュレール、信用協同組合で弁護士として働き始めた。その後、1991年にティエリー・ド・ボセ（当時、国際文化交流担当副大臣であった）の事務所で法律分野の顧問となった。1992年、エディット・クレッソン内閣のアラン・ヴィヴィアン外務副大臣の私設第一秘書になり、1993年にはピエール・ベレゴヴォワ内閣のシャルル・ジョスラン住宅・交通担当副大臣の下で働いた。
2016年12月6日にマニュエル・ヴァルス首相がフランソワ・オランド大統領に辞表を提出すると、代わってカズヌーヴが首相に任命され、新内閣の組閣を行った。
2018年、カズヌーヴはパリ政治学院公共関係学部で安全保障と防衛部門の修士課程の教職についている。
2019年、出身校のボルドー政治学院の理事長に就任した。

## 家族
1995年8月12日に児童本出版社のディレクターのヴェロニク・ボーと結婚し、2子をもうけた。その後離婚したが、2015年8月にヴェロニクと再婚した。